# 寿山石
寿山石（じゅざんせき）は、篆刻の主要な印材。彫刻素材にも利用される。主成分は葉ろう石。中華人民共和国福建省福州市晋安区・連江県産。
田黄（中文）、高山凍、杜陵坑、善伯洞など良質で美しい材が知られる。安価な切り石が大量に輸入されているが、近年の産は粗悪なものも多い。青田石同様、篆刻初心者向けの石材である。色は茶系が多い。